# فيليب أوموندي
فيليب أوموندي (بالإنجليزية: Phillip Omondi)‏ هو لاعب كرة قدم ومدرب كرة قدم أوغندي في مركز الهجوم، ولد في 1957 في تورورو ‏ في أوغندا، وتوفي في 21 أبريل 1999 في كامبالا في أوغندا. شارك مع منتخب أوغندا لكرة القدم. أما مع النوادي، فقد لعب مع نادي الشارقة ونادي كامبالا سيتي.

## وصلات خارجية
- فيليب أوموندي على موقع ناشيونال فوتبول تيمز (الإنجليزية)